# Саюк Микола Олександрович
Мико́ла Олекса́ндрович Саю́к (22 грудня 1987, Дубно, Рівненська область, Українська РСР — 1 листопада 2016, с. Славне, Мар'їнський район, Донецька область, Україна) — молодший сержант 24-го окремого штурмового батальйону «Айдар» Збройних Сил України, учасник війни на сході України.

## Життєпис
Народився 22 грудня 1987 року в місті Дубно Рівненської області. Після смерті батька, Миколі в той час виповнилося чотири роки, сім'я переїхала жити до села Адамівка Березнівського району. Закінчив 9 класів Соснівської школи і того ж року вступив до вищого професійного училища № 7, де здобув дві спеціальності – муляра та кухаря.
Був активним учасником Революції Гідності, брав участь в протистояннях на Грушевського та Інститутській у кривавий четвер, був поранений. Пішов на фронт добровольцем від самого початку бойових дій, а в грудні 2014 підписав контракт до закінчення особливого періоду.
Молодший сержант, командир відділення зв’язку взводу управління мінометної батареї 24-го окремого штурмового батальйону «Айдар» 10-ї окремої гірсько-штурмової бригади.
Загинув 1 листопада 2016 року на ВОП в районі села Славне Мар'їнського району Донецької області. Разом з Миколою загинув старший солдат Сергій Кочетов. Провели в останню путь загиблих айдарівців на Майдані Незалежності.
Похований в селі Адамівка, Березнівський район, Рівненська область.
По смерті залишилися мати, сестра та дружина.

## Нагороди та вшанування
- Указом Президента України № 58/2017 від 10 березня 2017 року «за особисту мужність, виявлену у захисті державного суверенітету та територіальної цілісності України, самовіддане виконання військового обов'язку» нагороджений орденом «За мужність» III ступеня (посмертно)[2].

- У селі Адамівка Березнівського району Рівненської області вулицю перейменовано на ім'я Саюка Миколи.

- 2 листопада 2017 року на фасаді Соснівської школи, де навчався Микола, йому встановили меморіальну дошку[3][4].